# سینپلکس انترتینمنت
سینپلکس اینترتینمنت (انگلیسی: Cineplex Entertainment) شرکت سرگرمی کانادایی است، که در سال ۱۹۹۹ توسط جری شوارتس و الیس جیکوب تأسیس شد.